# 1975年の日本の女性史
1975年の日本の女性史（1975ねんのにほんのじょせいし）は、1975年（昭和50年）の日本における女性に関するできごとを時系列的に挙げる。参考文献は日本の女性史年表を参照のこと。
本項目は歴史研究としての女性史ではなく、日本における女性に関するできごとをある体系に基づいて述べようとするものではない。

## 1-3月
- 1月10-20日 障害児の保育所入所を要求してダウン症児の母、八尾市役所前に座り込む。4月17日 八尾市、入所受け入れ決定
- 1月13日 国際婦人年をきっかけに行動を起こす女たちの会（行動を起こす女たちの会） 発足
- 1月14日 全国繊維産業労働組合同盟（現・UIゼンセン同盟）、1974年2月以降1年間に繊維業関係の離職者6000人余と発表
解雇問題に加えて工場設置の企業内高校廃止が相次ぎ、女子労働者の高卒資格取得問題化
- 1月28日 「天の半分をささえる日中両国婦人のつどい」、中国婦人代表団歓迎委員会開催、2000人参加
歓迎委員会は民間29婦人団体で結成された。日中国交正常化初の集会
- 1月28日 昭和50年度国の婦人関係予算を聞く会、日本婦人有権者同盟主催、新規事業として国立婦人教育会館建設に13億円計上
- 1月29日 国際婦人年日本大会実行委員会 発足
- 1月- ポーラ化粧品、全国12都市で美容情報のテレホンサービスを開始
- 2月1日 厚生省、母乳育児の効果に関する研究班発足、母乳復権運動が目的
- 2月3日 民間社会福祉労働組合全国連絡会の保母など、労働基準法が守れる人員増を要求して厚生省などへ1000人のデモ
- 2月5日 森山眞弓婦人少年局長ほか8人の各省婦人課長、国家公務員への採用と登用を三木首相に陳情
婦人の国家公務員は全体の14.4%、管理職は1%、本省の課長以上は11人
- 2月8-9日 国公立大学婦人職員全国集会、群馬大学で、定員外職員の定員化・学内保育所などの要求決議
- 2月12日 国際婦人年を考える「婦人講座」開催、婦人団体連合会（婦団連）主催、6月18日まで16回開催
- 2月26日 「国際婦人年にあたって」内閣総理大臣メッセージ、新聞広告
国際婦人年を契機として、内閣総理大臣を本部長とする「婦人問題企画推進本部」が設置され、1977年には「国内行動計画」を策定、女性問題の課題と施策の方向を示した。
- 2月- 日本女子大生、大幅な学費値上げに反対運動
- 2月- 東北農政局発表、東北地方の普通畑は女性への依存度が高く、女性が耕作の主な担い手に
- 3月1日 マックス高崎工場で希望退職に応じなかった2婦人、体罰を加えられ問題化
- 3月8日 国際婦人デー中央集会「国際婦人年を成功させ、平和・独立・婦人の解放をかちとろう」7000人参加、全国各地でも集会
- 3月14日 一票を生かす婦人のつどい=婦人参政権実現30年を迎えて、婦人団体連合会（婦団連）等17団体参加
- 3月15日 労働省、就業における男女平等問題研究会議 開催、女子の若年定年制などの判決を参考に討議
- 3月15日 家庭科の男女共修をすすめる会、永井文相に家庭科の男女共修を要望
6月に「憲法と家庭科教育」をテーマに討論集会
- 3月20日 東芝、不況対策に52歳以上の女子・既婚女子社員全員の半年間帰休提案、後に撤回
- 3月27日 大阪地方裁判所、朝日放送の女子アルバイト2年解雇制は解雇権の乱用であり無効の判決
原告の女子従業員2名はラジオ番組ABCヤングリクエストに係るはがきの運搬・分類・整理、記念品の発送等の業務に従事していたもので、その職務内容は臨時的業務というよりは番組の補助的業務であり、2名はいわゆる常勤アルバイトと呼称して継続的に雇用されていたものである。従って、会社規定の「臨時雇用者就業規則」を基に解雇するのは、過酷で解雇権の乱用である、と判決
- 3月27日 育児休暇法案、野党で共同提案
- 3月- 帝国臓器製薬川崎工場でパート従業員に一方的な解雇通告
パート従業員、労働組合を結成、解雇を撤回させる。パート従業員の大半が主婦

## 4-6月
- 4月1日 中野区、公立0歳児専門保育所「中野区立野方ベビー保育園」を設立。公立保育所で産休明けから0歳専門は初めて
- 4月1日 雇用保険法 施行、妊娠・出産・育児で就業できない場合の失業給付の受給期間を4年まで延長、従来1年
- 4月5日 大学婦人協会、「マスコミにあらわれた婦人像」テーマで集会
- 4月5日 中ピ連、日本産婦人科学会総会に押しかけ、ピル解禁勧告を政府へ提出するよう要求、京都で
- 4月5日 日本医師会総会、ピルの副作用を警告、ピル人口40万人
- 4月9日 乳児をもつ女教師自殺、産休が子供の学力にさわるとの父母達の非難を苦にして
- 4月10日 八王子市職員組合、保育時間の延長を拒否、長時間保育は子供に有害と、保育児の保護者である父母と対立
4月23日 職員組合員の保母は労働過重は労働基準法違反と労基署に告発 6月28日 八王子労基署、市に対し労働時間の是正勧告
- 4月10日 秋田地方裁判所、秋田相互銀行の2本立賃金表による男女差別は違憲と判決、賃金の男女差別訴訟に対する初の判決
4月15日 秋田相銀、控訴を断念
- 4月10-21日 婦人の役割と地位に関する日米共同研究専門家会議、労働省主催
- 4月13-27日 統一地方選挙、全国で婦人当選者数490人、県会議員29人、市議会議員279人、町村議会議員110人、特別区議会議員72人、県議選への婦人立候補者123人で戦後最高
- 4月15日 総理府、労働力調査結果、2月の完全失業者108万人、うち女子37万人
- 5月6日 妊娠中の若い母親の相談相手「エンゼル110番」開設、森永乳業が提供
- 5月14日 羽仁説子等各界婦人11人、公職選挙法改悪に反対する婦人へのアピールを発表
- 5月16日 日本女子登山隊の田部井淳子、エベレスト登頂成功、女子では世界初
- 5月18日 対馬でむつ阻止集会、漁協婦人会など多数参加
- 5月22日 秋田農協女子職員、46歳女子定年制反対で秋田地裁へ提訴
- 5月25-26日 第20回はたらく婦人の中央集会、総評中心、シンポジウム「保護と平等をめぐって」、2521人参加
- 5月31日 厚生省、母乳中のPCB調査、25%が汚染母乳
- 5月31日 京都市会議長に自民党市会議員加藤つるを選出、政令指定都市では初の女性議長
- 5月31日-6月1日  第20回はたらく婦人の中央集会、婦人団体連合会（婦団連）中心、4400人参加
- 5月- 福井県清水町、45歳以上の女性に退職勧告
- 5月- 『毎日新聞』による家族計画世論調査、「子どもは理想としても現実としても2人」が定着、82%の夫婦が避妊を実行
- 6月2日 国家公務員労働組合共闘会議（国公共闘）、産前産後休暇各8週間延長などで全国婦人の統一行動
- 6月4-25日 ILO第60会総会、ジュネーヴで、日本から4人参加
|ILO総会で婦人に関する事項が議題となったのは10年ぶり、「婦人労働者の機会及び待遇の均等に関する宣言とこれを促進するための活動計画」採択
- 6月5日 国際婦人年世界大会日本準備会代表、ILO3条約の批准と国内法に関する要請書を首相に提出
- 6月7日 国際婦人年記念シンポジウム「現代における日本の婦人問題を考える」、国連NGO国内委員会主催
- 6月11日 衆議院外務委員会で浅賀ふさ等の女性参考人、ILO102号条約批准に反対を表明、現状のまま批准すると婦人の社会保障問題が忘れられると指摘
6月19日 婦人議員、超党派で政府を攻撃
- 6月13日 衆議院社会労働委員会で、国際婦人年にちなんで初めて婦人問題の集中審議
自民党高橋千寿・社会党金子みつ・共産党田中美智子・社会党土井たか子等、国際婦人年への取組み・婦人労働者の地位向上等について質疑
- 6月17日 衆議院本会議、「国際婦人年にあたり婦人の社会的地位の向上をはかる決議」全会一致で採択　6月18日 参議院でも
- 6月19日-7月2日 国際婦人年世界会議、メキシコシティで、テーマ「平等・発展・平和」、133カ国から3000人参加、「世界行動計画」「メキシコ宣言」採択
婦人の地位向上を強調する西側諸国案に対して、差別は経済開発の立ち遅れに起因するとして新国際経済秩序の樹立等を主張する第三世界の修正案通る。
- 6月19日-7月2日 国際婦人年世界会議と併行し、民間集会「トリビューン」開催、メキシコシティで、各国より2000人参加、日本からの各界婦人団体など多数参加
- 6月20日 『産経新聞』による国際婦人年世界会議開催に対する関心度の調査発表、「関心がある」女52%男35%、年代別では40歳以上は関心派多く、30歳以下は過半数が無関心、会議開催が日本女性の地位向上に「役立つ」は57%
- 6月21日 千葉有職婦人クラブ、「いちにち駆込寺」開催、法律問題など相談
- 6月22日 浅草観光連盟のヴェネツィアレガッタ祭に「吉原花魁道中」を送る計画に、売春問題ととりくむ会抗議、外務省に行政指導を要望
- 6月26日 衆議院外務委員会、ILO102号条約批准に伴う母性保護の国内措置が不充分と、社会党田中寿美子・共産党沓脱タケ子・公明党柏原ヤス・民社党中沢伊登子が厚生大臣・外務大臣を攻撃　7月4日 審議未了に終わる。
- 6月26日 サッカリン追放連絡会発足、主婦連等43団体　8月- 使用続行を主張していた食品メーカー8社、「中止」を回答
- 6月26日 長崎県平戸農協、女子職員の定年48歳を男子と同じ58歳に延長することを決定

## 7-9月
- 7月3日 共産党、「母性保護の強化のために--日本共産党の立法提案」発表、婦人のための保健行政の充実・出産費の無料化・労働婦人の母性保護の強化、等
- 7月5日 沢松和子、日系人アン清村とペアを組んで、第87回ウィンブルドン選手権女子ダブルス部門で優勝、日本人初
- 7月10日 埼玉県川口市で、交通事故で入院中の女子中学生を勉強の遅れを心配した母親が絞殺　母親、翌日拘置所で自殺
- 7月11日 義務教育諸学校等の女子教育職員及び医療施設、社会福祉施設等の看護婦、保母等の育児休業に関する法律 公布
この法律は、1992年、育児休業、介護休業等育児又は家族介護を行う労働者の福祉に関する法律の施行に伴って廃止された。
- 7月15日 長崎市、夜勤婦人のための夜間保育所開設、午後5時〜12時まで保育
- 7月17日 大阪市場外馬券売場の新設に対し母親等が反対デモ、4000人参加
- 7月23日 シナリオライター厚木たかほ等製作の記録映画「われわれは監視する--核基地横須賀」、モスクワ国際映画祭で平和委員会賞受賞
- 7月29日 婦人団体連合会（婦団連）、国際婦人年・核廃絶をめざす婦人集会開催、核兵器廃絶のための3000万署名運動など申し合わせ、アメリカ代表18人参加
- 7月- 女性飛行家の及位ヤヱ、国際航空婦人年記念のアメリカ大陸横断レースに、日本女性として初めて参加
- 8月1日 「今日の世界における婦人の役割」シンポジウム、東京YMCA主催、13カ国参加
- 8月7日 朝鮮女性と連帯する会、「日本と朝鮮の真の平和と婦人の解放を」集会、南北統一決議案支持のアピール採択
- 8月9-10日 国際婦人年記念全国母と女教師の会中央集会、中教審路線の危険性について討議、4500人参加
- 8月10-11日 婦選獲得30周年・国際婦人年にあたり同盟30年の歩みを回顧し、将来を展望する夏期セミナー、日本婦人有権者同盟主催
- 8月17-18日 第21回日本母親大会、「国際婦人年記念・平等・発展・平和をめざして」、「母親運動と国際婦人年」の分科会新設、1万3000人参加、20〜30代が7割
- 8月25-27日 行動を起こす女たちの会、討論合宿、男女役割分担の打破・社会通念変革の手段などさぐる。
- 8月25日 反原発全国集会、京都で、「原子力発電所の従業員は子供を産まないことが採用の条件になっている」（島根代表）との報告
- 8月- 三菱商事、昭和51年度4年制大学卒女子の採用中止を発表　三井物産も短大卒重視に切り換え
理由は、「自覚不足・短期在職年数」等
- 9月4日 静岡銀行労組、職能給体系による男女差別賃金の是正を要求して提訴
- 9月10日 労働省婦人少年問題審議会「職場における男女平等の促進に関する建議」
- 9月12日 東京地方裁判所、既婚女子であることを理由とする解雇に、憲法・労働基準法に違反するとして無効の判決
コバル（株）の労使協定による人員整理基準の1つ「既婚女子社員で子供が2人以上いる者については解雇」に該当するとして解雇された女子従業員2名が、この基準は憲法違反として提訴していた。
会社側は控訴したが、1979年1月28日 和解、復職
- 9月14日 自由法曹団、国際婦人年記念婦人の権利討論集会開催、「家庭婦人の地位」「働く婦人の権利」「社会保障・税金」の3分科会
- 9月14日 総理府、男女平等に関する世論調査結果、男女を通じて約6割が職場で不平等があると回答
- 9月23日 労働省、国家公務員試験の女性差別改善を指示　10月16日 人事院に女子に受験を認めない職種の開放を申し入れ
- 9月23日 行動を起こす女たちの会、「世界行動計画」に基づいてNHKに申し入れ、女子職員をもっとプロデューサーや解説者に起用せよ等、性差別改善28項目
- 9月23日 総理府に「婦人問題企画推進本部」設置を閣議決定
- 9月27日 社会党婦人部、国際婦人年記念・男女平等をめざす婦人大会、1000人参加

## 10-12月
- 10月1日 埼玉県所沢市、父子家庭への家庭奉仕員の派遣を開始
- 10月9日 婦人問題懇話会、小学校の国語教科書に登場する男女像調査発表、男女の役割が固定されている編集傾向を指摘
- 10月11日 警視庁の婦人警察官募集に応募者殺到
- 10月13-15日 国際自由労連、「平等の権利及び経済・社会・労働組合分野における婦人の統合」シンポジウム、高島順子等24人出席
- 10月15日 国際婦人年を記念して「婦人のつどい」、東京都主催
- 10月15日 女子学生の就職問題を考える会結成、事務局日本女子大学生自治会
4年制女子大生に対する求人会社数は前年の26％弱、短大生は28％弱に減少
- 10月17日 行動を起こす女たちの会、東京都知事に「離婚の母の家」設置を要望
- 10月21日 法相、閣議で「犯罪白書」を報告、少年非行の低年齢化と女子非行の増加傾向を指摘
- 10月20-24日 国際婦人年世界会議、東ベルリンで、国際民婦連など主催、140カ国2000人参加、日本から39人参加
国際婦人年の「平等・発展・平和」のスローガンに「民族解放」を付加する声明とアピール採択。日本代表団、国際情勢や全欧安全保障会議の評価で一部保留意見を文書で提出
- 10月27日 ハウス食品提供のテレビCM「わたし作る人・ボク食べる人」の放送中止を決定。行動を起こす女たちの会が、男女役割分担を固定化するものと告発した。
- 11月5日 国際婦人年記念日本婦人問題会議、日本政府主催、講演とフォーラム「男女平等と婦人の社会参加」、開会式に天皇臨席
女のグループ連絡会、天皇制反対をかかげてデモ
- 11月10日 リブ新宿センター等、「暴力亭主から逃れて自立をめざす女たちの家を作ろう」と決起集会
- 11月12日 厚生大臣、妊娠中絶期を「8ヵ月未満」から「7ヵ月未満」に改正する方針を発表
- 11月14日 教育ママが息子の勉強の邪魔として隣家の幼女を殺害、仙台市で
- 11月15日 日本学術会議科学者の地位委員会に婦人研究者問題小委員会新設
- 11月18日 小林則子、ヨットリブ号で太平洋単独横断、女性単独ヨット最長記録
- 11月18日 法相、衆院法務委員会で「離婚による復氏」（民法767条）を選択制に、離婚訴訟が夫または妻の居住所の裁判所で行えるようにする等の民法改正を検討中と答弁
翌1976年6月15日　民法一部改正公布
- 11月22日 国際婦人年日本大会、41婦人団体実行委員会主催、構成劇「日本婦人の足跡」上演、政治・教育・労働・家庭・福祉の5分野で男女平等について討論、2300人参加
- 11月23日 '75侵略=差別と闘うアジア婦人会議、「戦後婦人運動の総括と展望」
- 12月19日 山梨県、県職員特別奨励退職制度実施要綱発表、高給共働き職員の一方の退職希望者を募る、「事実上女性を職場から追い出す措置」として組合、県当局に撤回を要求 
熊本県八代市、課長昇格に当たって共働きの者をはずす方針、婦人に退職勧奨
- 12月20日 婦人研究者の地位に関するシンポジウム、日本学術会議科学者の地位委員会主催、200人参加、就職差別など討議
- 12月21日 グループ若芽、行商等の資金で障害者の共同作業所「青洞の家」を完成、門出式
「グループ若芽」は、江戸川区の身体障害児をもつ母親達が結成
- 12月22日 東京高等裁判所、慶応病院看護学生の採用拒否取消し訴訟で、採用拒否を認める判決
- 12月- 婦人の人権を守る会 発足、会長参議院議員佐々木静子、女性の問題を具体的に解決し国際婦人年世界行動計画の実現をめざす。

## この年
- フランスで日本人女性の建築士第1号が誕生、早間玲子、日本人としても初
- 第二次世界大戦中ヨーロッパ戦線で流行した『リリー・マルレーン』が流行、女性歌手7人がレコードを出す
- 離婚12万件、史上最高
- 萩尾望都・竹宮惠子・大島弓子らの少女漫画が大人気
- 女子の4年制大学進学率12.5%、1割を超える、短大と合わせると32.4%
- 乳児死亡率出生1000人当り10.0、妊産婦死亡率出生1000人当り2.8
1974年2月に比べて10万人増、女子就業者61万人減